# Adolph Wilhelm Theodor Gøricke
Adolph Wilhelm Theodor Gøricke, född 1 februari 1798 i Paris, död 2 oktober 1885 i Köpenhamn, var en dansk läkare och professor.
Gøricke kom till Köpenhamn med föräldrarna 1810 och blev student 1817 vid Metropolitanskolen; 1822 avlade han medicinsk examen. Efter att han 1824 hade tagit doktorsgraden i Kiel, företog han en längre studieresa genom Tyskland, Frankrike och England och etablerade sig efter återkomsten som praktiserande läkare i Odense, där han 1830 tillika blev läkare vid Gråbrødrehospitalets dåravdelning. Under sin tid i Odense vann Gøricke erkännande och anseende, och då kritiken mot förhållandena på Sankt Hans Hospital på Bistrupgård vid Roskilde 1831 blev så hård, att anstaltens dåvarande överläkare, kirurgen Seidelin, tvingades avgå, ansågs Gøricke vara den enda danska läkare, som var kvalificerad för befattningen. Han utnämndes i slutet av 1831  och försökte under den följande tiden att hävda sin auktoritet genom att publicera redogörelser för hospitalets verksamhet liksom även genom en del andra psykiatriska uppsatser av mer vetenskaplig karaktär, som trycktes i Bibliothek for Læger och senare i Hospitalsmeddelelser, för vilken han var medutgivare. Han tilldelades 1847 även professors namn.
Under sin tid på St. Hans Hospital företog han vissa förbättringar av patienternas villkor, nämligen avskaffande av en del av det tidigare använda tvångs- och straffsystemet. Men i den, särskilt på sinnessjukvårdens område, så reformivriga period, varunder hans tid som överläkare inträffade, förmådde han inte att hävda sin auktoritet eller tillfredsställa reformkraven. Redan tidigt blev hans verksamhet och liksom huvudmannen, fattigdirektionen i Köpenhamn, föremål för hårda angrepp i tidningsartiklar och broschyrer. Av den kommitté, som tillsattes 1857 för en omorganisation av hospitalet, var han en självskriven medlem, men det var hans tidigare läkarkandidat och senare skarpa kritiker Harald Selmer, som med sina reformkrav blev den store auktoriteten. I slutet av 1862 drog sig Gøricke tillbaka från överläkartjänsten, varefter han utnämndes till etatsråd och var verksam som privatläkare i Köpenhamn. Han var från Diakonissestiftelsens bildande år 1863 en verksam medlem av dess styrelse och ledare för diakonisseutbildningen, liksom han också var medlem av representantskapet för det Kjøbenhavnske Asylselskab. 
Gøricke var son till prästen vid den danska legationen i Paris, senare vid Frederiks tyska kyrka på Christianshavn, Christian Georg Wilhelm Gøricke och Sophie Elisabeth, född Cappaun. Gøricke äktade 1831 Julie Marie Massmann, dotter till prästen vid Frederiks tyska kyrka Nicolaus Hinrich Massmann.